# Marie Anne Horthemels

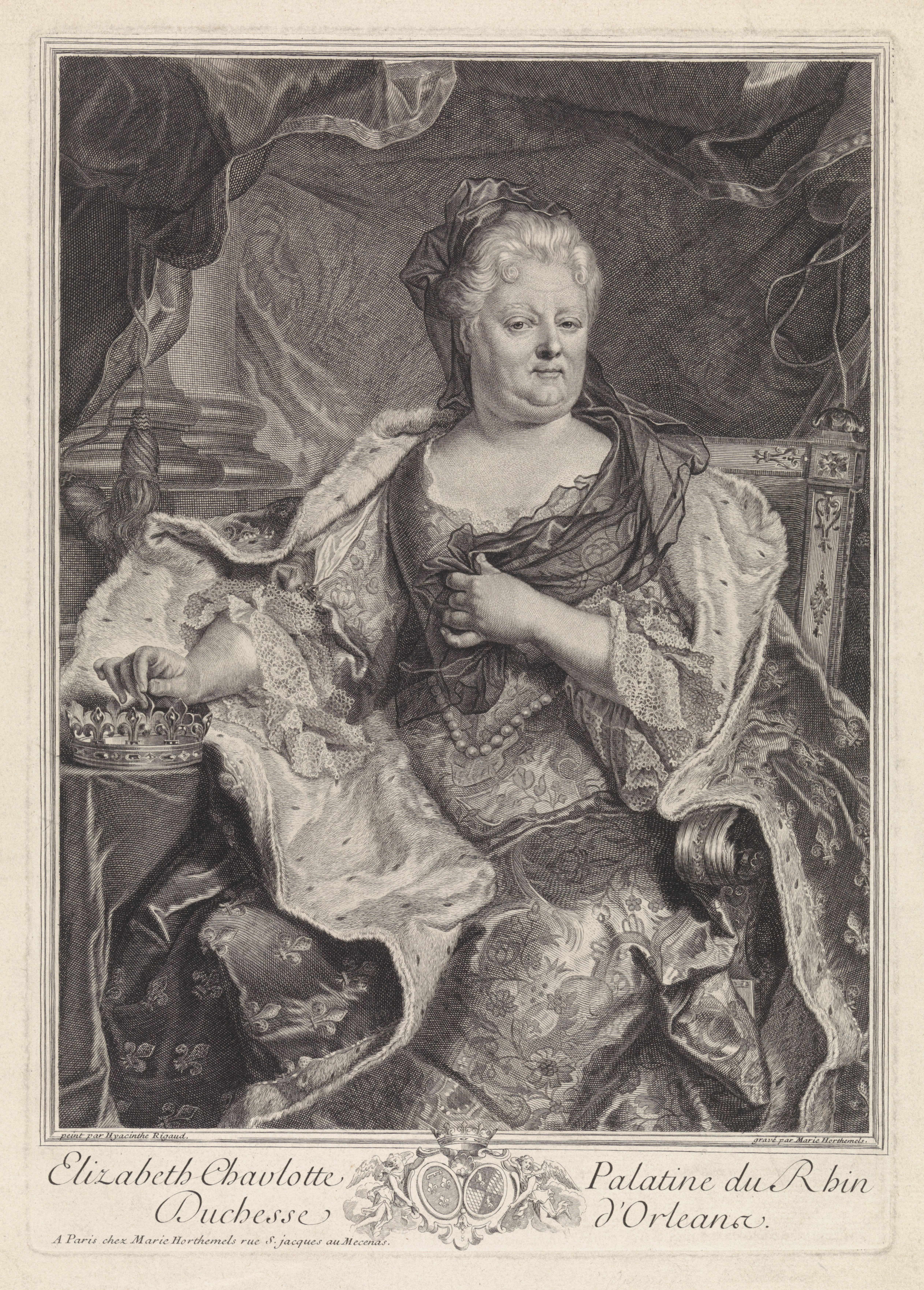
Retrato de Isabel Carlota, duquesa de Orleans, grabado de Marie-Anne Horthemels de la pintura de Hyacinthe Rigaud.

Marie-Anne-Hycinthe Horthemels (1682-1727) fue una grabadora francesa.

## Biografía
Nacida en París en 1682, fue la hija de un librero jansenista holandés, Daniel Horthemels, que tenía su negocio —heredado a su muerte por su viuda, Marie Cellier— en la calle de St. Jacques au Mecenas. Como sus hermanas Louise-Madeleine, casada con Charles Nicolas Cochin, padre, y Marie-Nicolle, casada con Alexis Simon Belle, pintor de corte, se dedicó al grabado a buril. Casada en 1712 en segundas nupcias con el también grabador Nicolas-Henri Tardieu, a ella han de corresponder algunos notables retratos firmados sencillamente «Marie Horthemels», entre ellos los del cardenal Armando Gastón, conde de Rohan, el del obispo de Meaux, Henry de Thiar de Bissy, y el de Isabel Carlota, duquesa de Orleans, todos ellos de pinturas de Hyacinthe Rigaud, y el retrato de Felipe de Orleans, regente de Francia según Jean-Baptiste Santerre.